# 西鏡島站
西鏡島站（日语：／ Nishi Kagashima eki */?）是位於岐阜縣岐阜市鏡島，名古屋鐵道鏡島線的鐵道車站（廢站）。車站位於長良川河堤下。

## 歷史
在鏡島線全線廢除前，此站為鏡島線的終點站。在1924年（大正13年），鏡島線當初開業時，路線的終點站是2站前的鏡島站。後來在戰後的1954年（昭和29年）才繼續從鏡島站延伸至此站。在此站啟用時名為合渡橋站（日语：／）。隨後在1957年（昭和32年）改名為西鏡島站。可是在戰後隨著機動化（汽車社會）的進展，沿線的交通需要在戰後開始減少，鏡島線在1964年廢除，使此站只營運約10年後便廢除。
- 1954年（昭和29年）9月10日 - 鏡島站至此站之間開業，合渡橋站啟用[4]。當時車站位於距離千手堂站4.3公里處[5]
- 1957年（昭和32年）9月5日 - 車站改名為西鏡島站[4]。車站遷移至距離千手堂站4.4公里處[5]。
- 1964年（昭和39年）10月4日 - 鏡島線全線廢除，此站也被廢除[4][5]。

## 車站構造
截至車站廢除前，此站是地面車站，設有1面1線的單式月台。此站設有站房。

## 使用狀況
| 年度 | 乘車人次 | 下車人次 |
| ---- | -------- | -------- |
| 1956 | 118,732  | 121,447  |
| 1957 | 126,008  | 131,990  |
| 1958 | 136,319  | 141,271  |
| 1959 | 131,213  | 136,530  |
| 1960 | 147,808  | 155,244  |
| 1961 | 166,955  | 170,590  |
| 1962 | 183,267  | 185,934  |
| 1963 | 156,967  | 165,464  |

參考自《岐阜縣統計書數碼存檔》 （页面存档备份，存于）。

## 廢除後的狀況

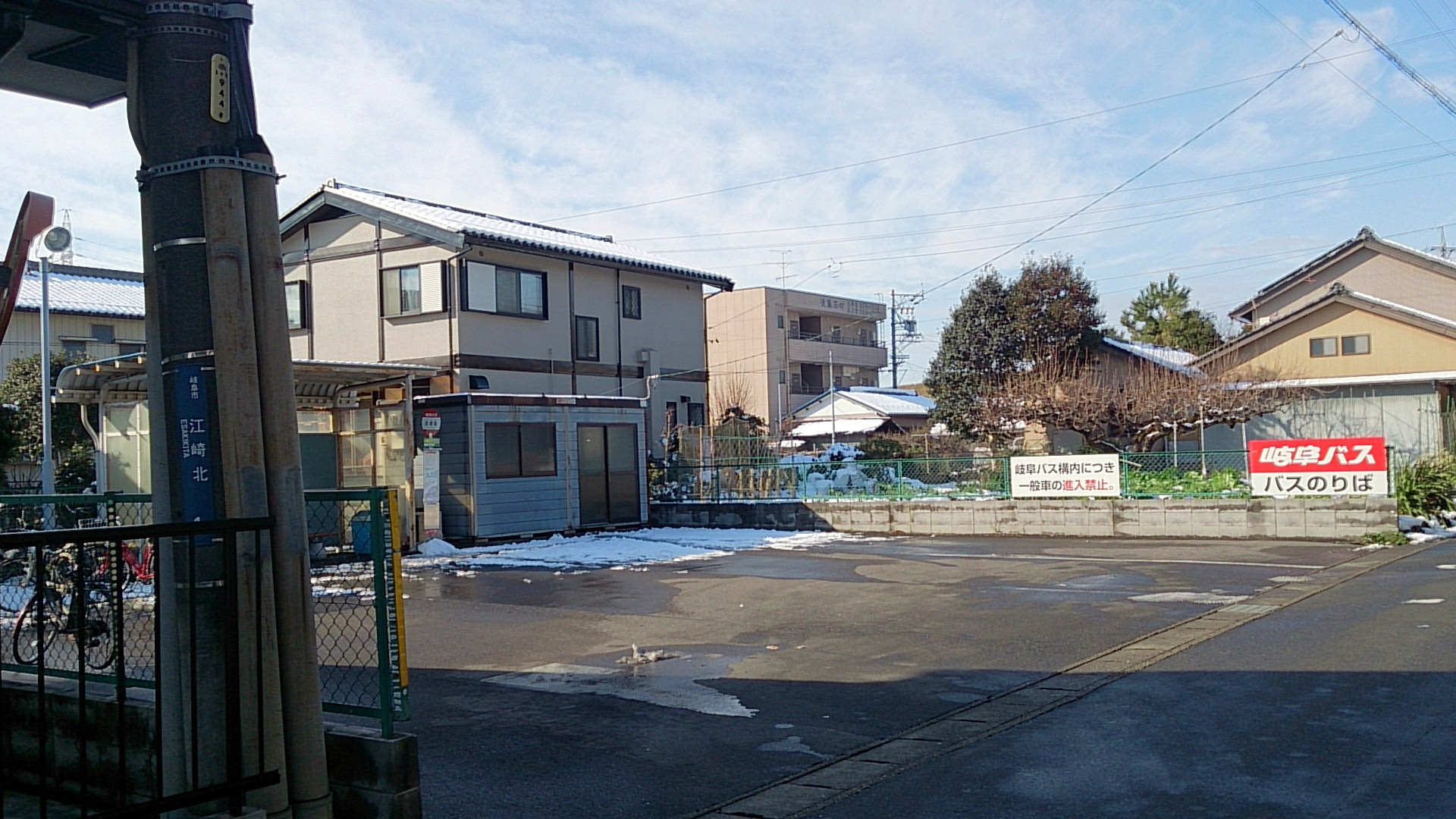
岐阜巴士 西鏡島巴士站（2014年12月）

車站遺址是在河渡橋高架區間南邊附近。該處被用作名鐵巴士→岐阜巴士「西鏡島」巴士站與巴士回轉場。隨著岐阜巴士路線重組，在2008年，該回轉場被廢除。在進行土地整理後，該處變為待售住宅區和商業設施。自此，除了巴士站名稱外，沒有任何西鏡島站的痕跡。

## 相鄰車站
名古屋鐵道
鏡島線
港－西鏡島

## 注腳
1. ↑  . 名鉄のオススメ. 名古屋鐵道.   [2016-07-03]. （原始内容存档于2021-07-09） （日语）.
2. ↑  川島令三. . 名古屋北部・岐阜篇 1. 草思社（日语：草思社）. 1997: 126. ISBN 4-7942-0796-4 （日语）.
3. ↑  名古屋鉄道広報宣伝部（編）. . 名古屋鐵道. 1994: 252 （日语）.
4. 1 2 3  . 鄉土出版社（日语：郷土出版社）. 1997: 219–230. ISBN 4-87670-097-4 （日语）.
5. 1 2 3  今尾惠介（監修）.  7 東海. 新潮社. 2008: 52. ISBN 978-4-10-790025-8 （日语）.
6. ↑  德田耕一. . JTB Can Books. JTB出版. 2005: 74–75. ISBN 978-4-53305-883-7 （日语）.
7. ↑  . 鄉土出版社（日语：郷土出版社）. 1997: 152–153. ISBN 4-87670-097-4 （日语）.
8. ↑  Access （页面存档备份，存于）,Tennis Lounge西岐阜。2015年1月10日參閱。